# 보름달물해파리
보름달물해파리(학명: Aurelia aurita)는 전 세계의 연안과 대양에서 쉽게 발견되는 기구해파리목 느릅나무해파리과에 속하는 자포동물이다. 무색 투명한 몸을 가졌고 우산 내에 특징적인 무늬가 있으며, 보통 지름이 약 25 ~ 40 센티미터 (9.8 ~ 15.7 in)이다.

## 특징
우산의 직경은 15cm 내외이며, 촉수는 2~3cm 정도로 다른 해파리류에 비해 짧은 편이다. 보름달물해파리는 대량 발생하고 또한 집단 서식하는 경향이 많다. 비교적 느린 속도로 유영하면서 유영과정에서 촉수와 입다리에 걸리는 물 속의 플랑크톤을 잡아먹는다.
늦은 봄부터 여름 사이에 암반 조하대나 기타 고형물체의 표면에서 무수히 많은 이들의 폴립들을 관찰할 수 있다. 이러한 폴립들을 구조물에서 떨어뜨리면 폴립은 더 이상 생존하지 못해 이러한 방법으로 대량 발생을 억제한다고 한다.
보름달물해파리는 6-31 °C 정도의 해수 온도에서 살 수 있으며,  최적의 수온은  9-19 °C이다. 해류가 일정한 따듯한 바다를 선호하며,  6‰ 정도로 낮은 염도의 물에서 주로 발견된다.여름철 발생하는 빈산소수괴(hypoxia water mass) 현상과 보름달물해파리의 분포 관계는 기온이 높고 용존산소(Dissolved Oxygen)가 적은 7, 8월의 여름철에서 두드러진다. 실험된 세가지 환경 조건 속에서, 보름달물해파리의 수에 가장 큰 영향을 미친것이 낮은 용존산소이다. 용존산소가 2.0 mg L -1보다 더 낮았을 때 보름달물해파리의 개체 수가 가장 높았다. 보름달물해파리가 낮은 용존산소 조건에 강한 내성을 보이고, 그것이 여름철에 보름달물해파리의 개체 수가 여전히 높은 이유이다. 일반적으로 빈산소수괴 현상은 해양생물들이 저 산소층으로 이동하게 하지만, 보름달물해파리에게는 아니다. 게다가, 보름달물해파리의 먹이활동과 관련있는 종수축률은 용존산소 농도가 보통보다 낮음에도 일정히 유지 되었다. 7월과 8월 동안 250개체로 구성된 보름달물해파리의 집계가 세토 내해에서 중형동물플랑크톤(mesozooplakton)의 생물량 추정치 100%를 소비했다. 이 해안 수역에 존재하는 다른 주요 포식자 어류들은 보름달물해파리만큼의 낮은 용존산소에 대한 내성이 없어 보인다. 물고기의 포식과 먹이 활동은 용존 산소 농도가 낮아짐에 따라 현저히 감소함을 보였다. 이것이 보름달물해파리가 다른 물고기들과 중형동물플랑크톤을 두고 벌이는 경쟁에서 가지는 이점이다. 일본의 도쿄만과 세토 내해처럼 용존 산소농도가 낮으면 보름달물해파리의 먹이, 성장, 생존이 유리해진다.

## 먹이
보름달물해파리 또는 다른 Aurelia종들은 연체동물, 갑각류, 피낭동물 유충, 윤형동물, 어린 다채류, 원생동물, 규조류, 알, 어란, 그리고 다른 작은 유기체들을 포함하는 플랑크톤을 먹고 산다. 때때로, 그들은 히드라충강이나 유즐동물과 같은 젤라틴 가득한 플랑크톤들을 먹기도 한다. Aurelia에 속한 성충과 유충들은 먹이를 포획하고 포식자로부터 자신을 보호하기 위한 자포를 가지고 있다.
보름달물해파리는 자포가 많은 촉수로 먹이를 잡아 점액으로 묶어 위수강으로 보낸다. 이때, 많은 섬모같은 촉수들의 활동으로 먹이가 위수강으로 보내진다. 위수강에서 장액 세포에서 나오는 소화 효소는 먹이를 분해한다. 특정한 비타민과 미네랄의 요구 조건에 대해서는 거의 알려져 있지는 않지만, 몇몇 소화 효소의 존재 덕분에, 보름달물해파리가 일반적으로 탄수화물, 단백질, 그리고 지질을 처리할 수 있다는 걸 추론할 수 있다.

## 신체 체계
보름달물해파리는 아가미, 폐, 기관과 같은 호흡기 부분이 없다. 그것은 몸을 덮고 있는 얇은 막을 통해 물로부터 산소를 확산시킴으로써 호흡한다. 위혈관강 내에서 저산소화된 물은 배출될 수 있고, 고산소화된 물은 섬모 작용에 의해 들어올 수 있다. 따라서 세포를 통한 산소의 확산을 증가시킬 수 있다. 넓은 표면적 막 대 부피비는 보름달물해파리가 더 많은 산소와 영양분을 세포로 확산시키는 것을 돕는다.
기본 바디플랜은 여러 부분으로 구성되어 있다. 이 동물은 호흡, 배설, 순환 시스템이 부족하다. 투명한 모습의 보름달물해파리의 성체 메두사는 가장자리 막과 아래쪽에 붙어 있는 촉수를 가지고 있다. 그것은 위 아래에 있는 네 개의 밝은 생식선을 가지고 있다. 음식물은 근육질의 마뉴브리움을 통해 이동하는 반면, 방사상의 운하는 음식물의 분산을 돕는다. 중간층의 중층, 위피가 있는 위혈관강, 표피가 있다. 수영하는 근육의 수축과 먹이를 주는 반응을 담당하는 신경망이 있다. 성체 메두사는 지름이 최대 40cm(16인치)까지 될 수 있다. 메두사는 수컷이거나 암컷이다. 어린 유충 단계인 플라눌라는 작은 섬모 세포를 가지고 있고 플랑크톤에서 하루 이상 자유롭게 수영한 후, 적절한 기질에 정착한다. 그곳에서 그것은 "사이피스토마"라고 불리는 특별한 종류의 폴립으로 바뀌는데, 이것은 스트로보레이션에 의해 헤엄쳐 나가 메두사로 자란다. 시작 단계 플라뉼라에서 에피라로 크기가 증가하고, 플라뉼라 단계에서는 1mm 미만에서 에피라 단계에서는 약 1cm까지, 메두사 단계에서는 직경이 수 cm까지 증가한다.
보름달물해파리의 신체 체계는 화장품과 개인 관리 제품에서 발견될 수 있는 마이크로비즈와 같은 인공 물질에 의해 크게 영향을 받지 않는다는 연구가 발표되었다. 보름달물해파리는 마이크로비즈가 음식이 아니라는 것을 인식할 수 있었기 때문에 생리학적 또는 조직학적 피해는 없었다.

## 포식자
보름달물해파리는 포식자들에게 필수적인 영양분을 제공하는 다른 유형의 먹이에 비해 높은 비율의 다불포화 지방산을 가지고 있다. 보름달물해파리는 바다 개복치(Mola mola), 장수거북(Dermochelys coriacea), 튀긴 계란 해파리(Phacellophora camtschatica), 그리고 매우 큰 히드로해파리를 포함하여 매우 다양한 포식자들이 먹는 것으로 알려져 있다. 최근 홍해에서 보름달물해파리가 계절적으로 두 마리의 초식성 물고기에게 먹혔다는 보고가 있었다.
또한 바다 새들에 의해 먹혀지는데, 이것은 보름달물해파리종을 자주 찾는 양서류와 다른 작은 절지동물에 더 관심이 있을지도 모르지만, 어쨌든, 새들은 종종 만 표면에서 발견되는 이 해파리들에게 상당한 양의 피해를 준다. A. aurita는 후기 메두사 단계의 개체 수에 잠재적으로 영향을 미치는 에피라 단계 동안 높은 사망률을 갖는 것으로 제안되었다. 주요 원인은 알려지지 않았지만, 그들은 잠재적인 포식자인 홍합, 따개비 등에 의해 소비되는 것으로 여겨진다.
보름달물해파리는 몇 달 동안 살고 번식한 후 자연적으로 죽는다. 공공 수족관 전시관에서 관리되는 표본들은 일반적으로 몇 년에서 몇 년까지 살지만, 이 보름달물해파리들이 야생에서 약 6개월 이상 사는 것은 아마도 드문 일이다. 야생에서, 여름이 끝날 무렵의 따뜻한 물은 철저한 일일 번식과 조직 회복을 위한 낮은 자연 수준의 음식과 결합하여, 이 해파리들이 대부분의 개체들의 죽음으로 이어질 수 있는 박테리아와 다른 질병 문제에 더 취약하게 만든다. 이러한 문제들은 많은 더 작은 해파리 종들의 멸종에 책임이 있다. 1997년, Arai는 계절적 번식으로 인해 생식선이 감염과 분해에 노출되어 있다고 요약했다. 일부 후생동물 기생충은 대부분의 다른 해파리 종뿐만 아니라 보름달물해파리를 공격한다.

## 사진

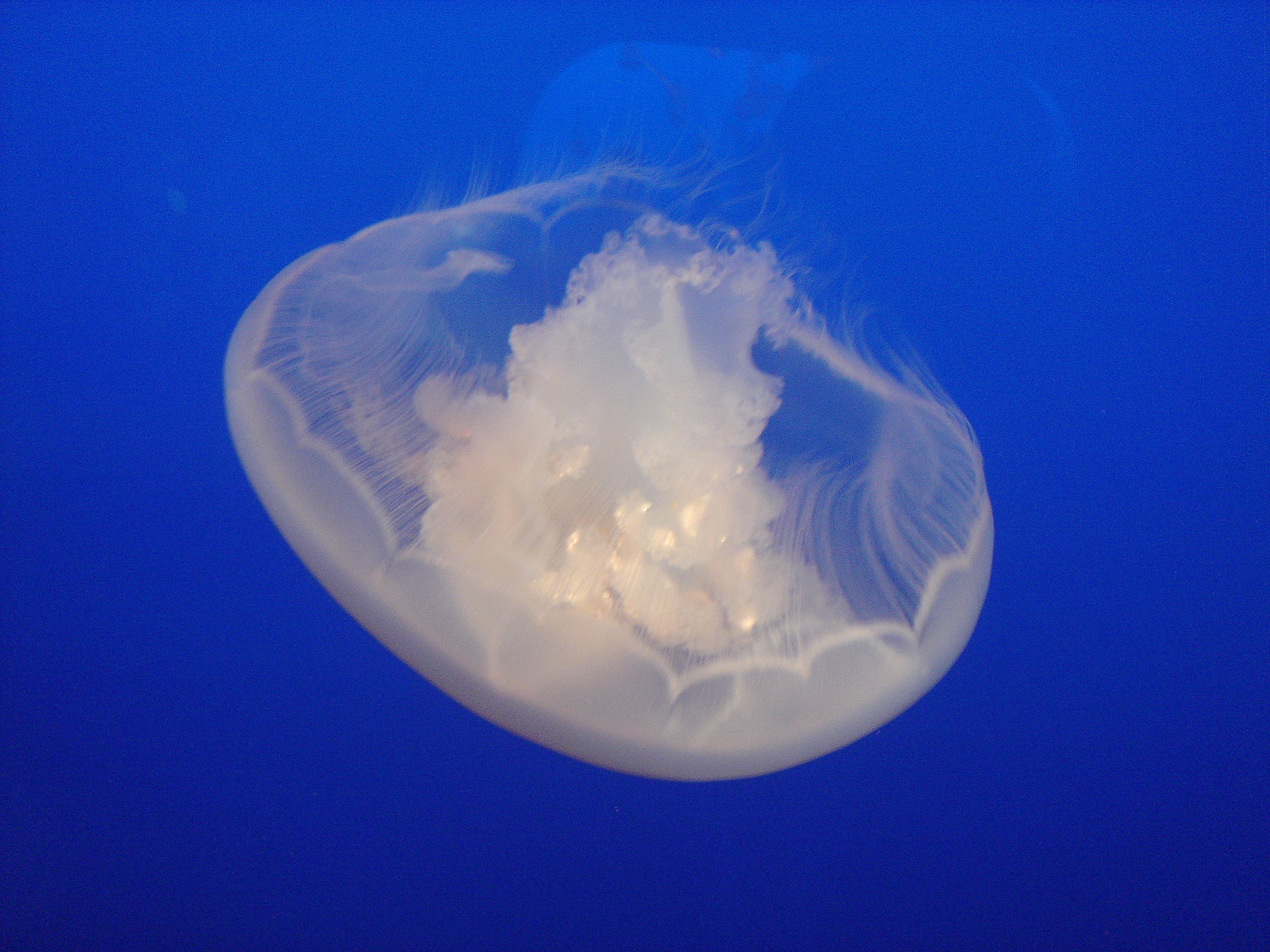
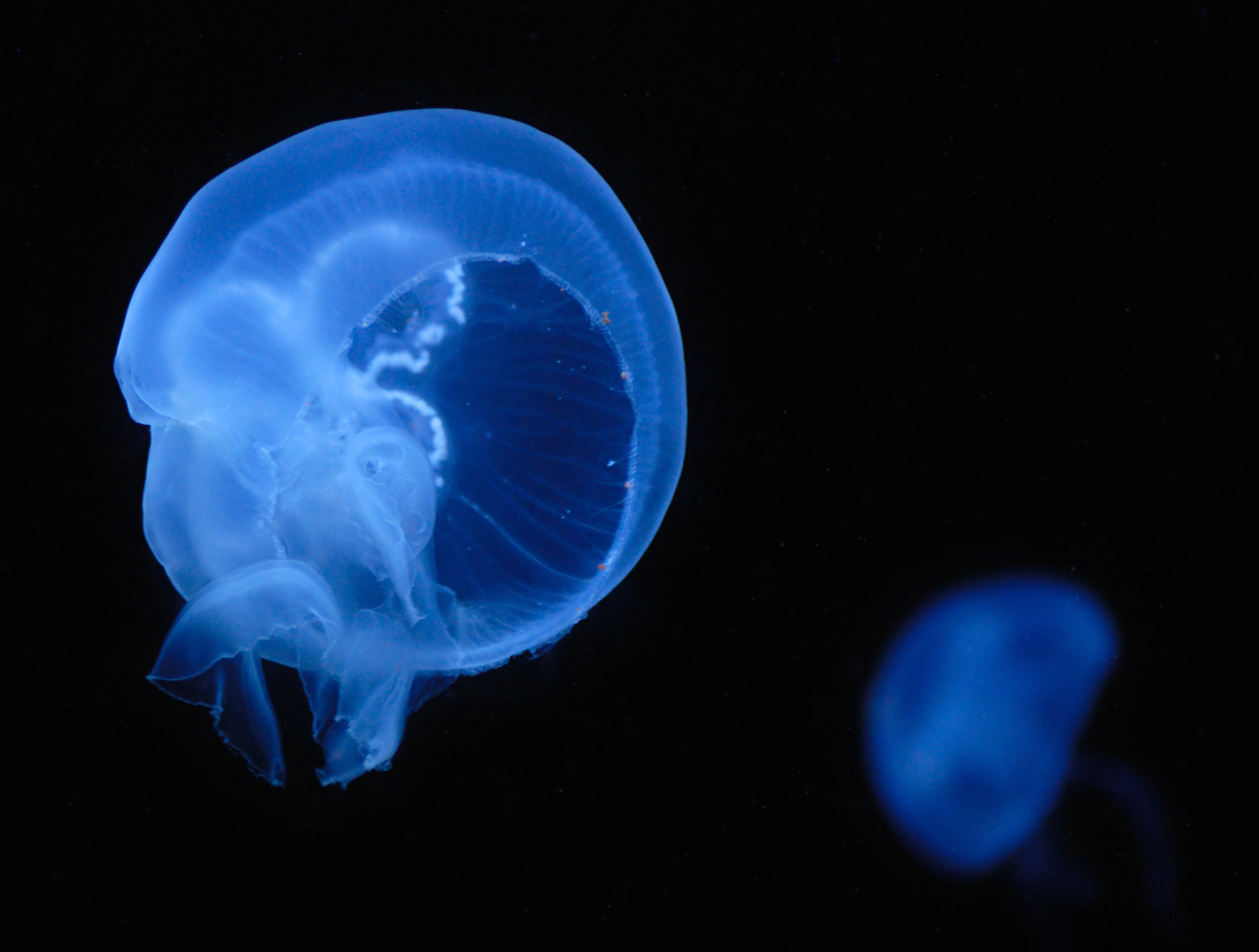
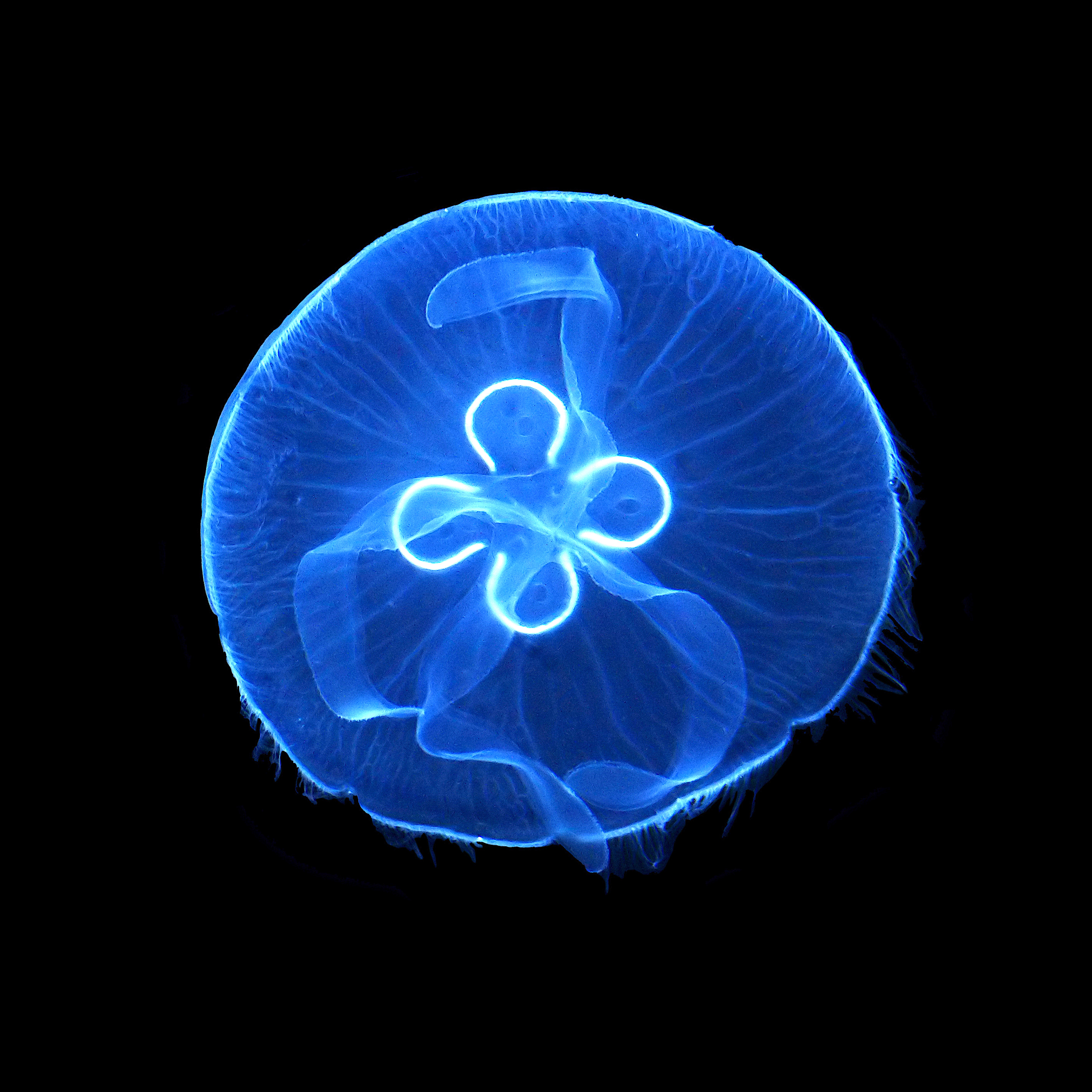
보름달물해파리 성체

## 참고 자료
1. ↑  Dawson, Michael. “Aurelia species”. 2018년 3월 25일에 원본 문서에서 보존된 문서. 2008년 8월 12일에 확인함.
2. ↑  “해파리 5천개로 자라는 폴립 제거…박멸에 효과”. 2018년 10월 27일에 원본 문서에서 보존된 문서. 2017년 8월 9일에 확인함.
3. 1 2  Rodriguez, R. J. (February 1996)."Aurelia aurita (Saucer Jelly, Moon Jelly, Common Sea Jelly Jellyfish) Narrative".
4. 1 2  Shoji, J.; Yamashita, R.; Tanaka, M. (2005). "Effect of low dissolved oxygen concentrations on behavior and predation rates on fish larvae by moon jellyfish Aurelia aurita and by a juvenile piscivore, Spanish mackerel Scomberomorus niphonius". Marine Biology. 147 (4): 863–68. doi:10.1007/s00227-005-1579-8.
5. ↑  Uye, S.; Fujii, N.; Takeoka, H. (2003). "Unusual aggregations of the scyphomedusa Aurelia aurita in coastal waters along western Shikoku, Japan". The Plankton Society of Japan. 50 (1): 17–21.
6. ↑  Arai, M. N. (1997). A Functional Biology of Scyphozoa. London: Chapman and Hall. pp. 68–206. ISBN 978-0-412-45110-2.

- 《Marine fish & invertebrates of Northern Europe》. Southend-on-Sea: Aquapress. 2004년. ISBN 0-9544060-2-8.